# Substratzyklus

Beispiel eines Substratzyklus: Gleichzeitige Umwandlung von Fructose-6-phosphat (F6P) in Fructose-1,6-bisphosphat (F-1,6-bP) und umgekehrt.

Substratzyklen sind Ausnahmefälle im Metabolismus. Sie erscheinen auf den ersten Blick sinnlos, da katabole und anabole Reaktionen gleichzeitig ablaufen. Aus diesem Grunde werden sie auch, insbesondere in der englischsprachigen Literatur, als futile cycles (nutzlose Zyklen; engl. futile = unnütz, nutzlos) bezeichnet.

## Bedeutung

### Signalverstärkung
Ein Substratzyklus ist mit dem Verbrauch von Energie gekoppelt, ohne aber einen unmittelbaren Nutzen zu haben. 
Gegenläufige Reaktionen wie die Phosphorylierung von Fructose-6-phosphat (F-6P) zu Fructose-1,6-bisphosphat (F-1,6-bP; Reaktion der Glykolyse) bzw. dessen Rückreaktion (Reaktion der Gluconeogenese) laufen normalerweise daher nicht simultan ab: beide Stoffwechselwege sind separat reguliert. 
Dennoch gibt es einige Gewebe, für die ein solches Phänomen belegt ist. Hierfür werden verschiedene Gründe in Betracht gezogen, beispielsweise die Verstärkung metabolischer Signale. Im obigen Beispiel übersteigt die Phosphorylierung von F6P zu F-1,6-bP (100 Moleküle pro Zeiteinheit) nur leicht die gegenläufige Hydrolyse von F-1,6-bP zu F6P. Durch AMP, ein Energiemangelsignal, werden das Enzym der Hinreaktion (Phosphofructokinase) und das der Rückwärtsreaktion (Fructose-1,6-bisphosphatase) gegenläufig reguliert (Anhebung auf 120 Moleküle für PFK, Absenken auf 72 Moleküle für FBPase). Damit steigt der Metabolitenfluss von 10 auf 50 Einheiten, er verfünffacht sich aufgrund einer nur ca. 20%igen Veränderung der Reaktionsgeschwindigkeit in beiden Richtungen.

### Erzeugung von Wärme
Der hier gezeigte Substratzyklus „vernichtet“ (hydrolysiert) in der Bilanz ATP und zwar unter Wärmebildung
{\displaystyle \mathrm {{\text{Fructose-6-phosphat}}+ATP{\xrightarrow {PFK}}{\text{Fructose-1,6-bisphosphat}}+ADP} }
{\displaystyle \mathrm {{\text{Fructose-1,6-bisphosphat}}+H_{2}O{\xrightarrow {FPBase}}{\text{Fructose-6-phosphat}}+P_{i}} }
In der Nettobilanz entstehen keine neuen Produkte, sondern es wird ATP hydrolysiert. Die dabei innewohnende Energie wird als Wärme freigesetzt:
{\displaystyle \mathrm {ATP+H_{2}O\longrightarrow ADP+P_{i}+{\text{W}}{\ddot {a}}{\text{rme}}} }
Dieser Mechanismus wurde für die Flugmuskulatur der Hummel nachgewiesen. Hummeln sind nach Winterende die ersten Insekten, die ihre Höhlen verlassen können. Durch den geschilderten Substratzyklus erzeugen ruhende Hummeln Wärme, die sie fürs Überleben benötigen.
Beim Menschen existiert eine seltene Erbkrankheit, die maligne Hyperthermie. Hier wird ein Substratzyklus durch Narkosegase in einem Prozess ausgelöst, an dem Calciumionen teilhaben. Eine reguläre Beteiligung von Substratzyklen an der Wärmeerzeugung ist bei Säugern umstritten. Allerdings sinkt für Ratten die Überlebensrate bei 5 °C im Falle einer Schilddrüsen-Unterfunktion in Übereinstimmung mit der Tatsache, dass Thyroidhormone in den meisten Geweben den Stoffwechsel anregen.